# Ма Хуань
Ma Хуань (кит. трад. 馬歡, упр. 马欢, пиньинь Ma Huan; около 1380 — около 1460) — участник нескольких экспедиций китайского флота под командованием Чжэн Хэ в Юго-Восточную Азию и Индийский Океан; автор книги, являющейся основным источником дошедшей до нас информации об этих плаваниях.
Ма Хуань был китайским мусульманином из тогдашнего уезда Куайцзи (современный городской окргу Шаосин провинции Чжэцзян). По мнению «Энциклопедии Ислама», он не родился в мусульманской семье, а стал мусульманином в молодости.
Ма Хуань стал известен как знаток арабского языка; возможно, также он знал и персидский. Он был назначен переводчиком во флот Чжэн Хэ в 1412 г — за год до начала 4-го плавания этого флота, которое, в отличие от предшествующих трех плаваний, должно было не заканчиваться в Южной Индии, а также включать и посещение Персидского Залива и Арабских стран.
Ма Хуань участвовал в качестве переводчика в 4-й, 6-й и 7-й экспедициях Чжэн Хэ. Написанная им книга «Инъяй шэнлань» (瀛涯胜览, «Обзор берегов океана») является важнейшим дошедшим до нас первоисточником о плаваниях Чжэн Хэ.
Он начал работу над книгой в 1415 г, после возвращения из 4-го плавания флота Чжэн Хэ, совместно со своим товарищем и коллегой по плаванию, Го Чунли. Первая версия книги была закончена в 1416 г. В дальнейшем Ма Хуань дополнял её новым материалом. В частности, после последнего, седьмого плавания, во время которого Ма Хуань состоял в эскадре Хун Бао, посетившей Бенгалию, в книгу был включен рассказ о Мекке, куда Ма Хуань, по его утверждению, был послан вместе с шестью другими мусульманами из состава флотилии Хун Бао. Вместе с Го Чунли, Ма Хуань продолжал работу над книгой, и она была наконец опубликована в 1451 г.
Хотя два других участника плаваний, Фэй Синь (en:Fei Xin) и Гун Чжэн (en:Gong Zhen), также оставили мемуары, современные исследователи этих текстов считают, что их содержание главным образом опирается (зачастую дословно) на труд Ма Хуаня.
По мнению историков, «Инъяй шэнлань», наряду с мемуарами двух других участников плаваний, послужила очевидно и источником фактической основы фантастического романа Ло Маодэна (en:Luo Maodeng) «Путешествие в Западный Океан» (1597 г). Из неё же, видимо, черпали информацию о посещённых китайским флотом странах и составители официальной «Истории Династии Мин» (Мин Ши), опубликованной в 1739 г.